# Americana (альбом)
Americana — пятый студийный альбом американской панк-рок группы The Offspring, релиз которого состоялся 17 ноября 1998 года. Группа приступила к работе над альбомом во время мирового тура в поддержку их предыдущего альбома Ixnay on the Hombre (1997). Музыка из альбома претерпела изменения: звук стал богаче, добавилось больше элементов поп-панка.

## Об альбоме
Фраза в начале песни «Pretty Fly (for a White Guy)» является бессмысленным набором слов и впервые (и именно в таком виде) она прозвучала в начале композиции «Rock Of Ages» с альбома Pyromania (1983) группы Def Leppard. Это голос продюсера Матта Ланга и таким манером он решил отсчитать «1-2-3-4». MP3-версия «Pretty Fly» в первые 10 недель была скачана из сети Интернет 22 миллиона раз.
«Pay the Man» заканчивается на 8:08. Скрытый трек «Pretty Fly (for a White Guy) (Reprise)» (короткая вариация на тему песни «Pretty Fly (for a White Guy)» в стиле мариачи) начинается примерно через минуту после окончания «Pay the Man» и длится также около минуты.

## Список композиций
Все песни написаны Декстером Холландом, кроме отмеченных.
| №                   | Название                                                 | Автор(ы)                                                                         | Длительность |
| ------------------- | -------------------------------------------------------- | -------------------------------------------------------------------------------- | ------------ |
| 1.                  | «Welcome»                                                |                                                                                  | 0:09         |
| 2.                  | «Have You Ever»                                          |                                                                                  | 3:56         |
| 3.                  | «Staring at the Sun»                                     |                                                                                  | 2:13         |
| 4.                  | «Pretty Fly (for a White Guy)»                           |                                                                                  | 3:08         |
| 5.                  | «The Kids Aren’t Alright»                                |                                                                                  | 3:00         |
| 6.                  | «Feelings» (Пародия на сингл Морриса Альберта 1975 года) | Моррис Альберт и Луис Феликс-Мэри Гейст, текст спародирован Декстером Холландом. | 2:52         |
| 7.                  | «She’s Got Issues»                                       |                                                                                  | 3:48         |
| 8.                  | «Walla Walla»                                            |                                                                                  | 2:57         |
| 9.                  | «The End of the Line»                                    |                                                                                  | 3:02         |
| 10.                 | «No Brakes»                                              |                                                                                  | 2:04         |
| 11.                 | «Why Don’t You Get a Job?»                               |                                                                                  | 2:52         |
| 12.                 | «Americana»                                              |                                                                                  | 3:15         |
| 13.                 | «Pay the Man»                                            |                                                                                  | 10:21        |
| Общая длительность: | Общая длительность:                                      | Общая длительность:                                                              | 43:37        |

## Участники записи
- Декстер Холланд — вокал, гитара
- Кевин «Нудлз» Вассерман — гитара, вокал
- Грег Крисел — бас-гитара, вокал
- Рон Уэлти — ударные

## Сертификации
| Регион | Сертификация  | Продажи     |
| --- | ------------- | ----------- |
| Аргентина (CAPIF) | Золотой       | 30 000^     |
| Австралия (ARIA) | 5× Платиновый | 350 000^    |
| Австрия (IFPI Austria) | Платиновый    | 50 000*     |
| Бельгия (BEA) | Золотой       | 25 000*     |
| Бразилия (ABPD) | Платиновый    | 250 000*    |
| Канада (Music Canada) | 8× Платиновый | 800 000^    |
| Финляндия (Musiikkituottajat) | Платиновый    | 52,798      |
| Франция (SNEP) | 2× Платиновый | 600 000*    |
| Германия (BVMI) | Золотой       | 250 000^    |
| Италия (FIMI) · sales since 2009 | Золотой       | 25 000      |
| Япония (RIAJ) | Платиновый    | 200 000^    |
| Мексика (AMPROFON) | Золотой       | 100 000^    |
| Нидерланды (NVPI) | Золотой       | 50 000^     |
| Новая Зеландия (RMNZ) | 4× Платиновый | 60 000^     |
| Норвегия (IFPI Norway) | Платиновый    | 50 000*     |
| Польша (ZPAV) | Платиновый    | 100 000*    |
| Испания (PROMUSICAE) | Платиновый    | 100 000^    |
| Швеция (GLF) | 2× Платиновый | 160 000^    |
| Швейцария (IFPI Switzerland) | Платиновый    | 50 000^     |
| Великобритания (BPI) | Платиновый    | 300 000^    |
| США (RIAA) | 5× Платиновый | 5 000 000^  |
| Итого |               |             |
| Европа (IFPI) | 3× Платиновый | 3 000 000*  |
| Мир | —             | 10,000,000+ |
| * Данные о продажах приведены только на основе сертификации. · ^ Данные о тиражах приведены только на основе сертификации. · Данные о продажах + прослушиваниях приведены только на основе сертификации. |               |             |